# Billete de un quetzal
El billete de un quetzal es el billete de menor denominación del quetzal. Tiene el retrato del expresidente de Guatemala, José María Orellana Pinto en el anverso, mientras que en el reverso, muestra el edificio del Banco de Guatemala.
En la actualidad, los billetes de esta denominación han sido hechos a base de citrato de polímero, más resistente que el citrato de algodón, el cual es utilizado en los billetes de las demás denominaciones.

## Historia

### Primer diseño
Este billete fue impreso por primera vez en 1928, 4 años después de la creación del quetzal como moneda. En el anverso, a la izquierda, incluía el busto del general José María Orellana, de quien bajo su gobierno se creó la moneda. A un lado incluía una imagen de dos hombres montando carga en una grúa para representar el comercio exterior y en la parte derecha un círculo blanco que a un lado tenía un quetzal sobre un pedestal, este diseño estuvo vigente hasta 1942.

### Segundo diseño
Este diseño se imprimió por primera vez en 1942, este tenía un quetzal en un pedestal, tanto en la izquierda como en la derecha, y a la par de la izquierda tenía un campo con una finca de café, donde se veían instalaciones y al fondo volcanes y montañas. En ese tiempo el café era el principal producto de exportación de Guatemala. En el anverso tenía en la parte central un monolito de Quiriguá y a los lados grabados con el valor del billete.

### Tercer diseño
El 15 de septiembre de 1948 se comenzaron a emitir los billetes propios del Banco de Guatemala, su tamaño se redujo a 156 x 67 milímetros de ancho. El anverso se presentaba con un quetzal volando como símbolo de la libertad y un grabado en el edificio de los Capitanes Generales de la Antigua Guatemala que fue hecho basándose en una fotografía de Luis Legrand. En el reverso se veía una obra representando a un paisaje del lago de Atitlán del artista Humberto Garavito. Este fue impreso por la compañía estadounidense American Bank Note Company.

### Cuarto diseño
Estos fueron emitidos el 5 de enero de 1955, en este se presentaba el edificio de los Capitanes Generales fue presentado en la parte derecha y el valor del billete estaba en la izquierda, el color verde fue variado levemente. El anverso no presentó mayor cambio y siguió de la misma forma. Estos fueron impresos por la compañía británica Waterlow & Sons Londres hasta 1957 y por American Bank Note Company desde 1957 hasta 1959. En 1959 se emitieron otros billetes de los llamados «Tipo 5» fabricados por Waterlow & Sons Londres que estuvieron en circulación hasta 1964. En 1964 se cambió de compañía y esta vez comenzaron a imprimirse por primera vez por Thomas de La Rue y el único cambio fue en la tonalidad de las tintas de impresión, estos billetes estuvieron en circulación hasta 1972.

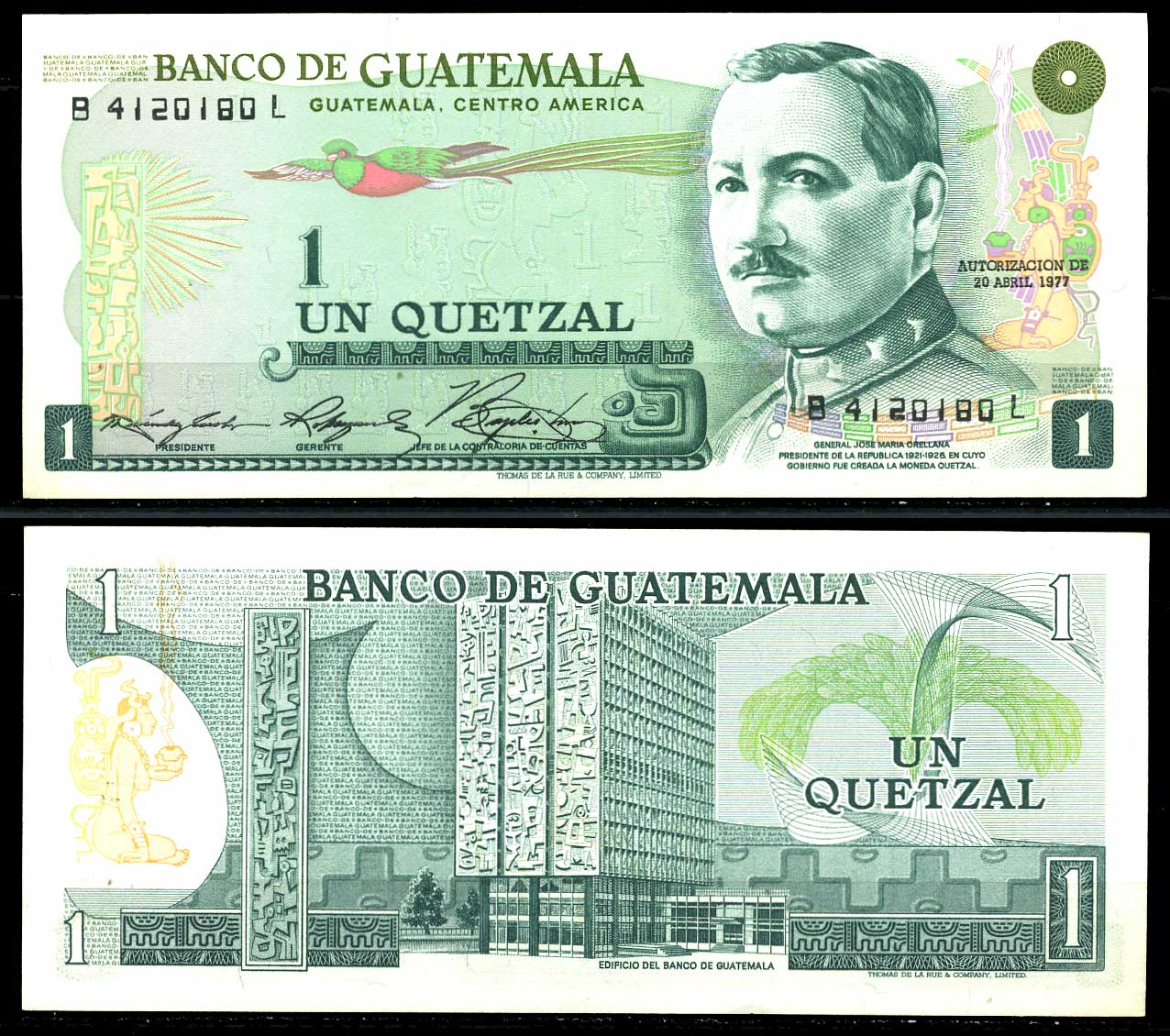
Diseño de los billetes que comenzaron a circular en 1972 a 1983.

### Quinto diseño
Desde el año 1969 se pensó en cambiar el diseño de los billetes y la junta monetaria decidió que el busto del general José María Orellana en el anverso y en reverso el edificio del Banco de Guatemala, además de varios diseños y detalles de la cultura maya. Los billetes fueron fabricados por Thomas de La Rue y comenzaron a circular el 5 de enero de 1972 y la última impresión se realizó en 1983.

### Sexto diseño
En 1983 comenzaron a circular nuevos billetes con otro diseño, estos se fabricaron en la compañía alemana Giesecke & Devrient. El diseño tuvo cambios significativos, en el anverso se colocó una pirámide de Tikal estilizada detrás del busto de José María Orellana y en el anverso se mantuvo el diseño anterior. Dejaron de circular en 1989.

### Séptimo diseño

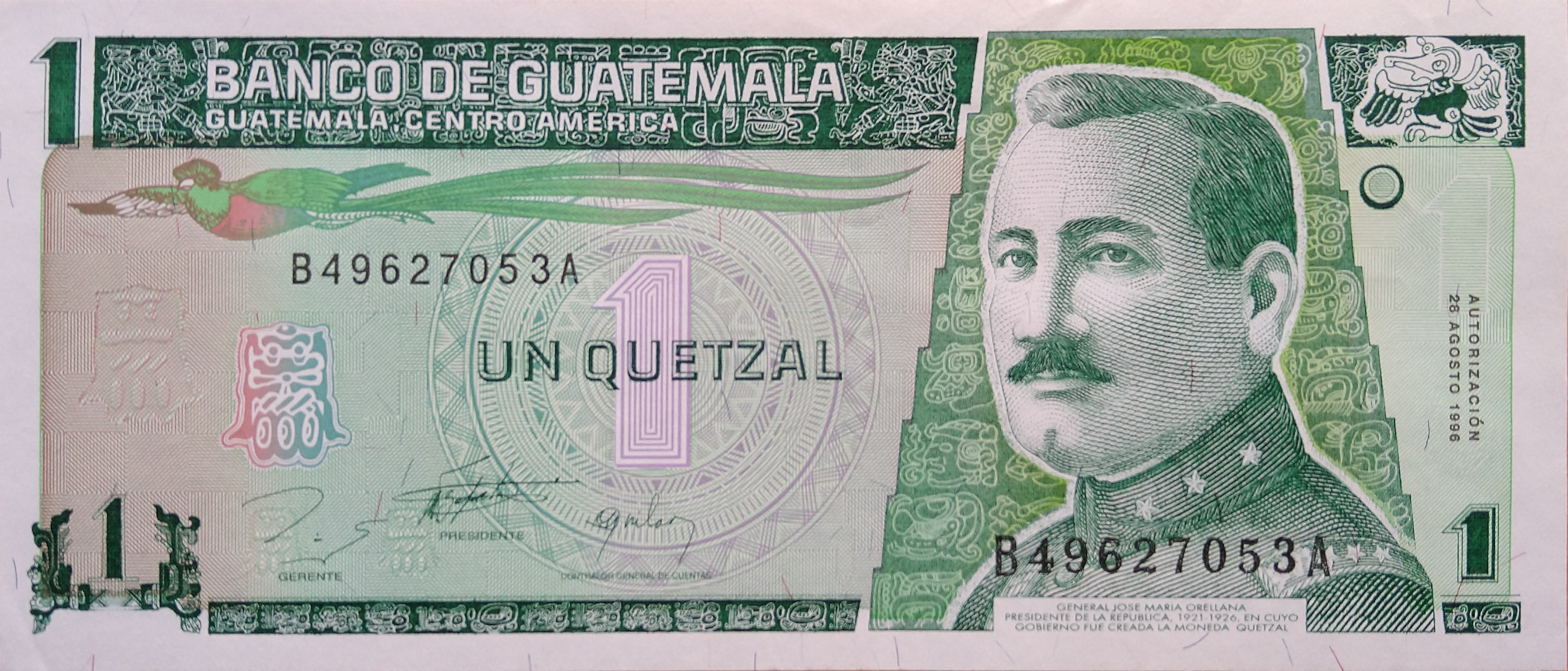
Anverso de los billetes de algodón emitidos hasta 1998

Estos fueron emitidos a partir del año 1990 e impresos en la compañía Canadian Bank Note hasta 1992, el cambio de estos fue principalmente en la tonalidad de los elementos secundarios y en el fondo de cada impresión, tanto en el anverso como en el reverso, en general tenía un color verde más claro. En 1992 se contrató a la compañía francesa François Charles Oberthur para fabricarlos y se cambió únicamente la tonalidad de los colores, ese mismo año se imprimieron nuevos billetes con la compañía Canadian Bank Note y únicamente hubo cambio de tonalidad en el anverso.  En 1996 contrató a la compañía británica Harrison & Sons y luego por De la Rue. Los billetes estuvieron en circulación hasta 1998 cuando se comenzó a acuñar monedas de la misma denominación y fueron sustituidos por estas.

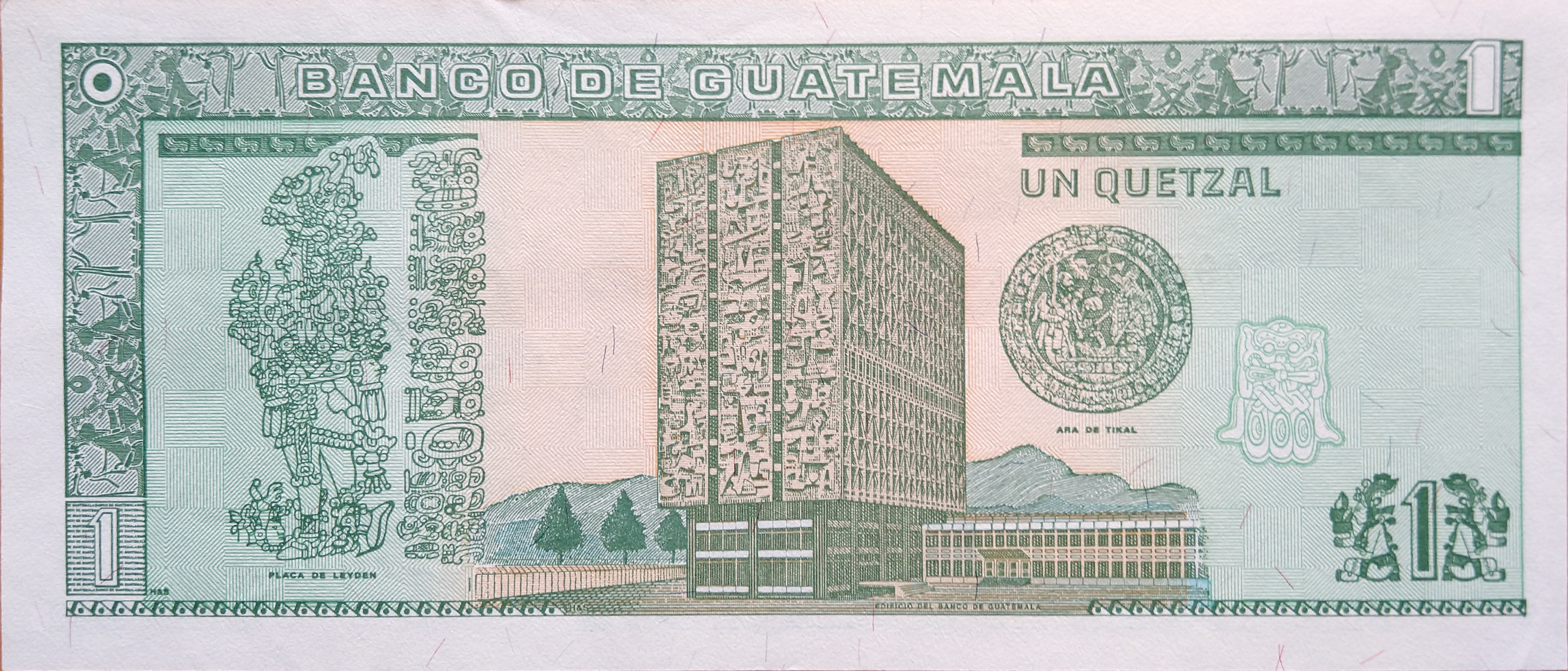
Reverso de los billetes de algodón emitidos hasta 1998.

## Billetes de polímero
En el año 2006 el Banco de Guatemala, mandó a imprimir nuevos billetes de un quetzal a base de polímero, a partir de ese año estuvieron nuevamente en circulación, fueron impresos por última vez en 2012 y sacados de circulación completamente en 2023.